# Leibu Levin
Pour les articles homonymes, voir Levin.
 (octobre 2024).
La mise en forme du texte ne suit pas les recommandations de Wikipédia : il faut le « wikifier ».
Les points d'amélioration suivants sont les cas les plus fréquents. Le détail des points à revoir est peut-être précisé sur la page de discussion.
- Les titres sont pré-formatés par le logiciel. Ils ne sont ni en capitales, ni en gras.
- Le texte ne doit pas être écrit en capitales (les noms de famille non plus), ni en gras, ni en italique, ni en « petit »…
- Le gras n'est utilisé que pour surligner le titre de l'article dans l'introduction, une seule fois.
- L'italique est rarement utilisé : mots en langue étrangère, titres d'œuvres, noms de bateaux, etc.
- Les citations ne sont pas en italique mais en corps de texte normal. Elles sont entourées par des guillemets français : « et ».
- Les listes à puces sont à éviter, des paragraphes rédigés étant largement préférés. Les tableaux sont à réserver à la présentation de données structurées (résultats, etc.).
- Les appels de note de bas de page (petits chiffres en exposant, introduits par l'outil «  Source ») sont à placer entre la fin de phrase et le point final[comme ça].
- Les liens internes (vers d'autres articles de Wikipédia) sont à choisir avec parcimonie. Créez des liens vers des articles approfondissant le sujet. Les termes génériques sans rapport avec le sujet sont à éviter, ainsi que les répétitions de liens vers un même terme.
- Les liens externes sont à placer uniquement dans une section « Liens externes », à la fin de l'article. Ces liens sont à choisir avec parcimonie suivant les règles définies. Si un lien sert de source à l'article, son insertion dans le texte est à faire par les notes de bas de page.
- La présentation des références doit suivre les conventions bibliographiques. Il est recommandé d'utiliser les modèles {{Ouvrage}}, {{Chapitre}}, {{Article}}, {{Lien web}} et/ou {{Bibliographie}}. Le mode d'édition visuel peut mettre en forme automatiquement les références.
- Insérer une infobox (cadre d'informations à droite) n'est pas obligatoire pour parachever la mise en page.

Pour une aide détaillée, merci de consulter Aide:Wikification.
Si vous pensez que ces points ont été résolus, vous pouvez retirer ce bandeau et améliorer la mise en forme d'un autre article.
 (octobre 2024).
Si vous disposez d'ouvrages ou d'articles de référence ou si vous connaissez des sites web de qualité traitant du thème abordé ici, merci de compléter l'article en donnant les références utiles à sa vérifiabilité et en les liant à la section « Notes et références ».
Leibu Levin (1914 à Câmpulung Moldovenesc, duché de Bucovine, en Autriche-Hongrie – 1983 à Herzliya, en Israël ) était un narrateur de littérature yiddish, chanteur et compositeur. Au cours de ses dernières années, il a émigré en Israël.
Levin est né dans la ville de Campulung en 1914. En 1919, sa famille a déménagé à Czernowitz. Il a étudié la langue et la littérature yiddish au séminaire de la «Yidisher Shul-Farayn» et s'est produit en même temps avec des récitals de prose et de poésie yiddish, chantant souvent ses propres mélodies. Les premiers récitals de Levin ont été chaleureusement acclamés par le linguiste et philologue Dr Haim Gininger. Dans un long article, publié dans la revue littéraire Di Vokh le 31 janvier 1935, il écrit : «Leibu Levin s'est révélé un excellent interprète de la poésie yiddish... Levin est peut-être le premier interprète de Manger. Jamais auparavant nous n'avons été aussi enivrés par le paysage spécifique de Manger et son parfum que lorsque Levin récitait les ballades de Manger...»
En 1939, Hersh Segal a publié à Czernowitz le petit album Zeks Shloflider (Six Berceuses), avec les mélodies de Levin sur des poèmes de Itzik Manger, H. Leivick, Moishe-Leib Halpern, Avrom Reisen et Nochem Yud, et avec les illustrations d'Isiu Scharf. Une de ces chansons, Az du vest batsoln, bruder... de M.-L.Halpern, a traversé l'océan pour devenir une chanson populaire du vivant même du compositeur.
Leibu Levin a donné d'innombrables récitals à Czernowitz et dans toutes les villes grandes et petites de Roumanie. C'était un véritable troubadour de la littérature yiddish. Il récitait les fables d’Elieser Steinbarg avant même qu’elles ne soient publiées. À Bălți, il rencontre le compositeur et chanteur de ballades folkloriques Zelig Bardichever et est le premier à interpréter ses chansons sur scène. Les partitions du livre Zelik Barditshever. Lider Mit Nigunim, publié par Hersh Segal à Czernowitz en 1939, ont été écrites d'après le chant et l'interprétation de Leibu Levin.
Lorsqu'en 1941, la guerre éclate entre l'Allemagne nazie et l'Union soviétique, Levin est appelé sous les drapeaux puis envoyé dans un camp de travail dans l'Oural. En 1942, il est arrêté et condamné sans procès à quinze ans de prison sur de fausses accusations d'espionnage au profit de la Roumanie fasciste. Ce n'est qu'en 1956 qu'il fut libéré et «réhabilité». Il se produisit encore six ans, dont trois avec Nechama Lipchitz, mais dut ensuite quitter la scène, sa santé ayant été gravement compromise pendant le temps passé dans les camps de prisonniers.
Il a néanmoins continué à mettre en musique des poèmes des poètes yiddish. En 1972, il a immigré en Israël. Il y met en musique, entre autres, six poèmes des poètes hébreux. Quelques enregistrements de lui chantant ses chansons ont été réalisés par Kol Israel dans les années 70. Il a également traduit de l'allemand vers le yiddish tous les poèmes de la poétesse de Czernowitz Selma Meerbaum-Eisinger, morte dans un camp nazi à l'âge de 18 ans, et a mis en musique six de ses poèmes. Son dernier concert en 1982, a également été enregistré par Kol Israel.
Leibu Levin est décédé en 1983, à l'âge de 69 ans. Il a laissé environ 80 romances pour les plus belles créations de la poésie yiddish. Les chansons sur des textes de poètes hébreux, avec les arrangements pour piano de Hanan Winternitz, ont été publiées en 1990 à la bibliothèque musicale Nisimov in Tel-Aviv. Une anthologie de 49 chansons sur la poésie yiddish, avec des arrangements pour piano de Hanan Winternitz, a été publiée en 2006 dans "I.L. Peretz Publications", Tel-Aviv. L'anthologie contient 49 chansons sur des poèmes de 21 poètes yiddish (I. Manger, H. Leivick, A. Reisen, H.N. Bialik, M.-L. Halpern et autres), des photos et des dessins. Ruth Levin, fille du compositeur et chanteuse renommée, fournit une préface et un épilogue. Tous les textes sont en yiddish, anglais et hébreu.

## Autres
- Ressource relative à la musique :   - Bait La Zemer Ha-Ivri
- Notices d'autorité :   - VIAF
  - ISNI
  - BnF (données)
  - LCCN
  - GND
  - Italie
  - Pologne
  - Israël
  - NUKAT
  - Tchéquie
  - WorldCat
- Ruth Levin, « The Story of Leibu Levin », Ehpes (consulté le 22 janvier 2014)
- « Leibu Levin », SaveTheMusic.com (consulté le 22 janvier 2014)
- « Vemen Vestu Zingen, Vemen? Leibu Levin Performs in Yiddish », Jewish Music Research Centre, The Hebrew University of Jerusalem (consulté le 9 novembre 2017)
- Leibu Levin
- [vidéo] « Tsu der Huppeh (Yiddish) », sur YouTube